# مونیکن‌دام
مونیکن‌دام (به هلندی: Monnickendam) یک منطقهٔ مسکونی در هلند است که در Waterland واقع شده‌است. مونیکن‌دام ۹٬۹۱۵ نفر جمعیت دارد.

## نگارخانه

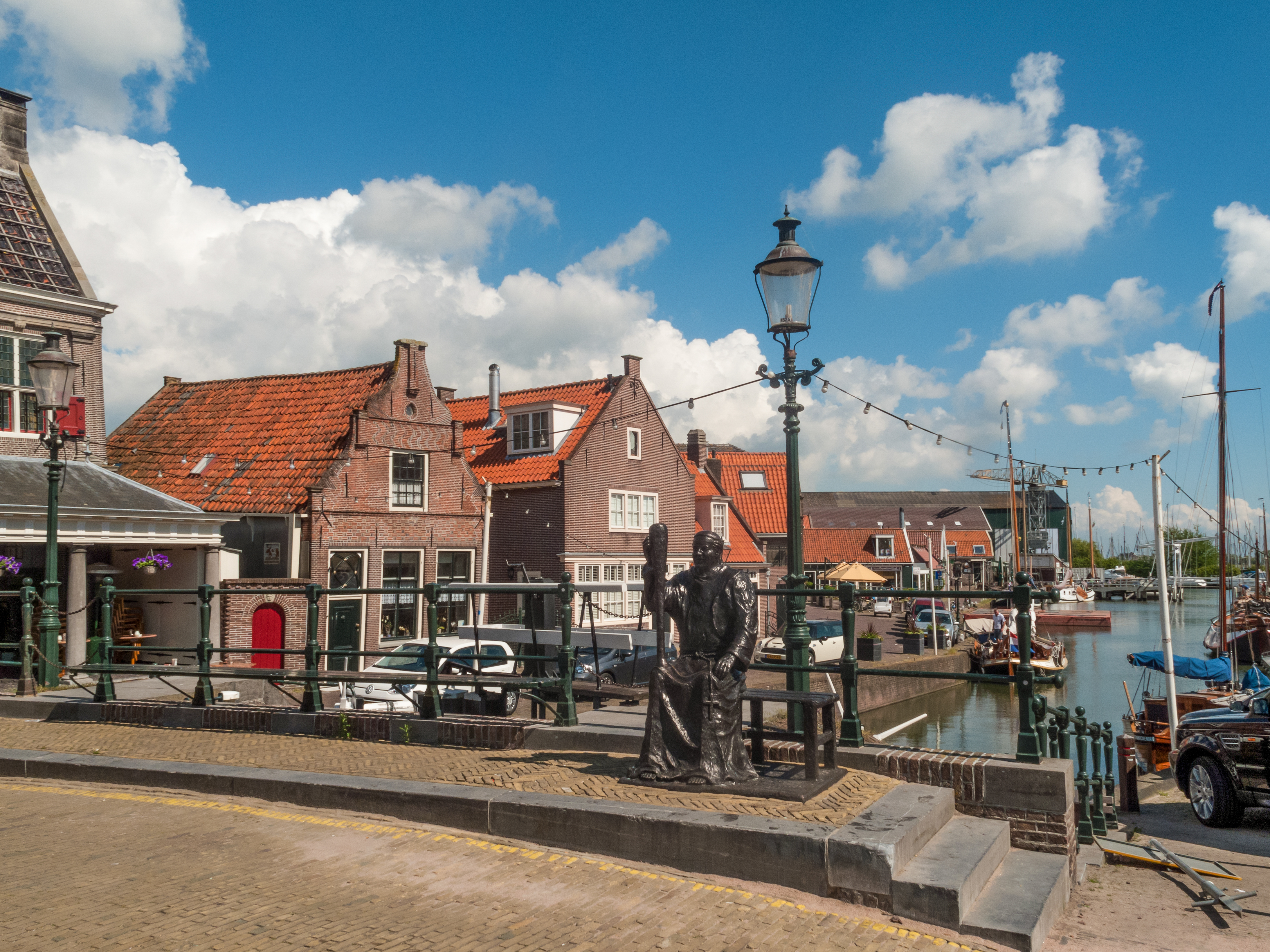
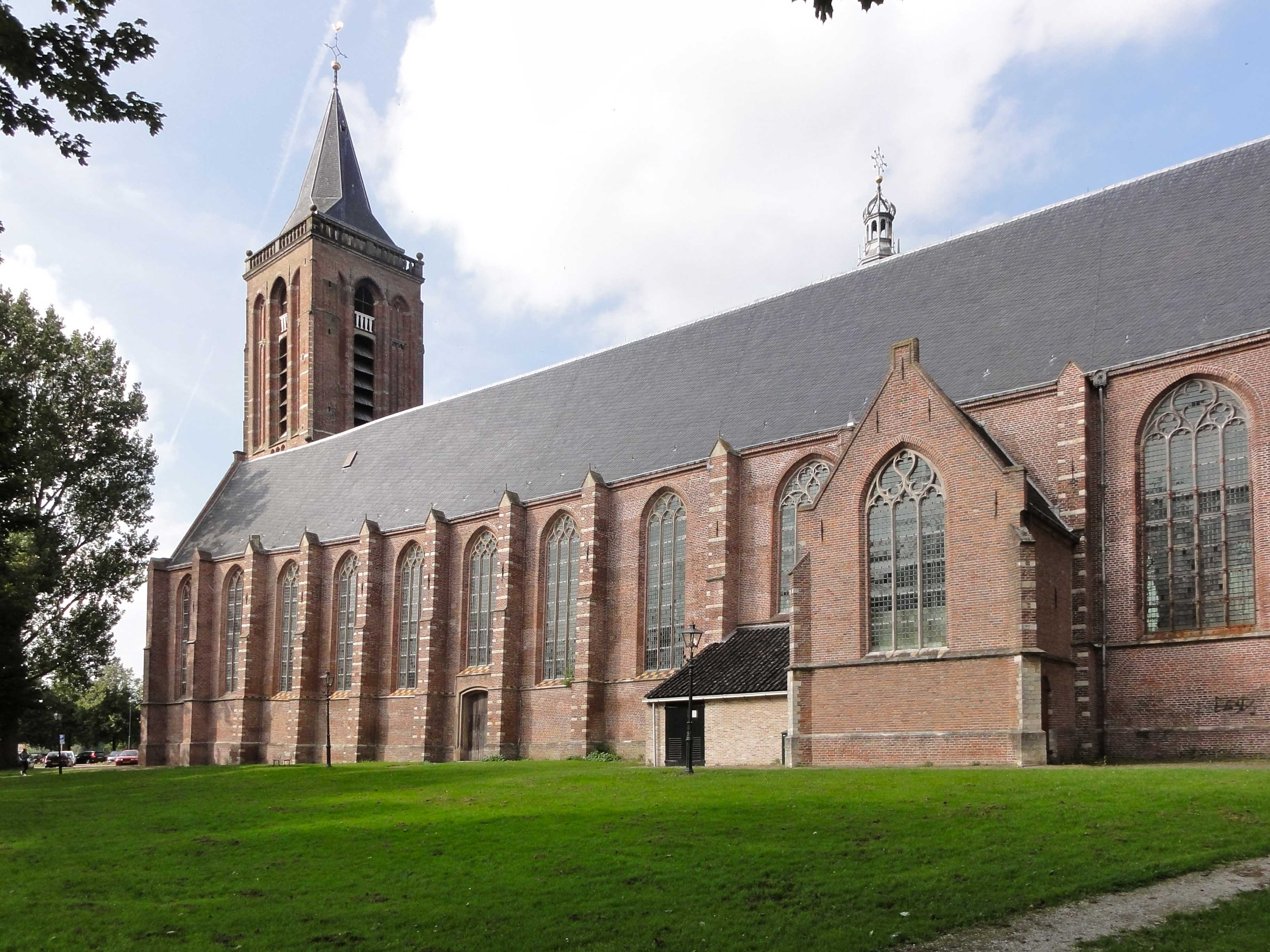
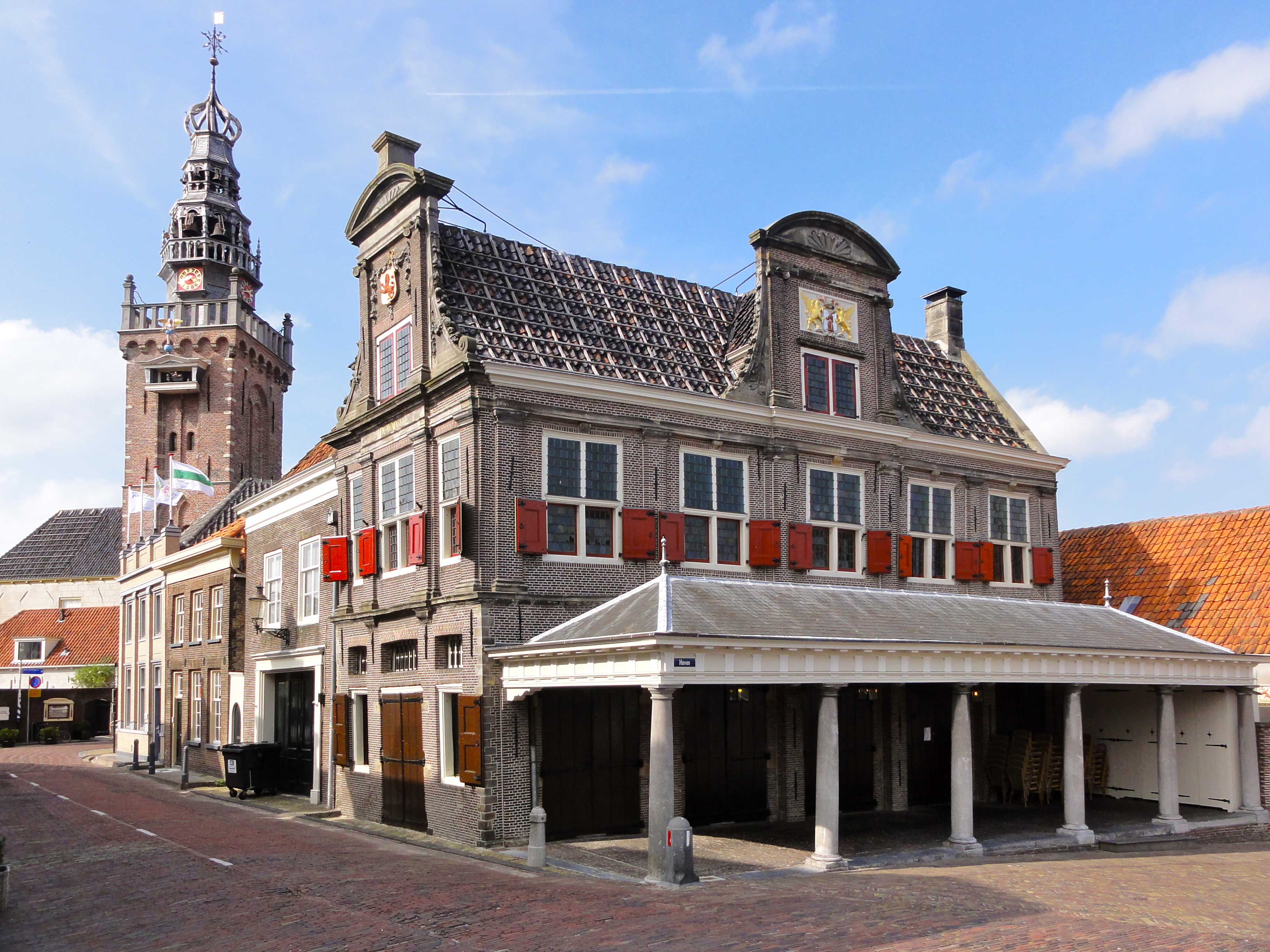
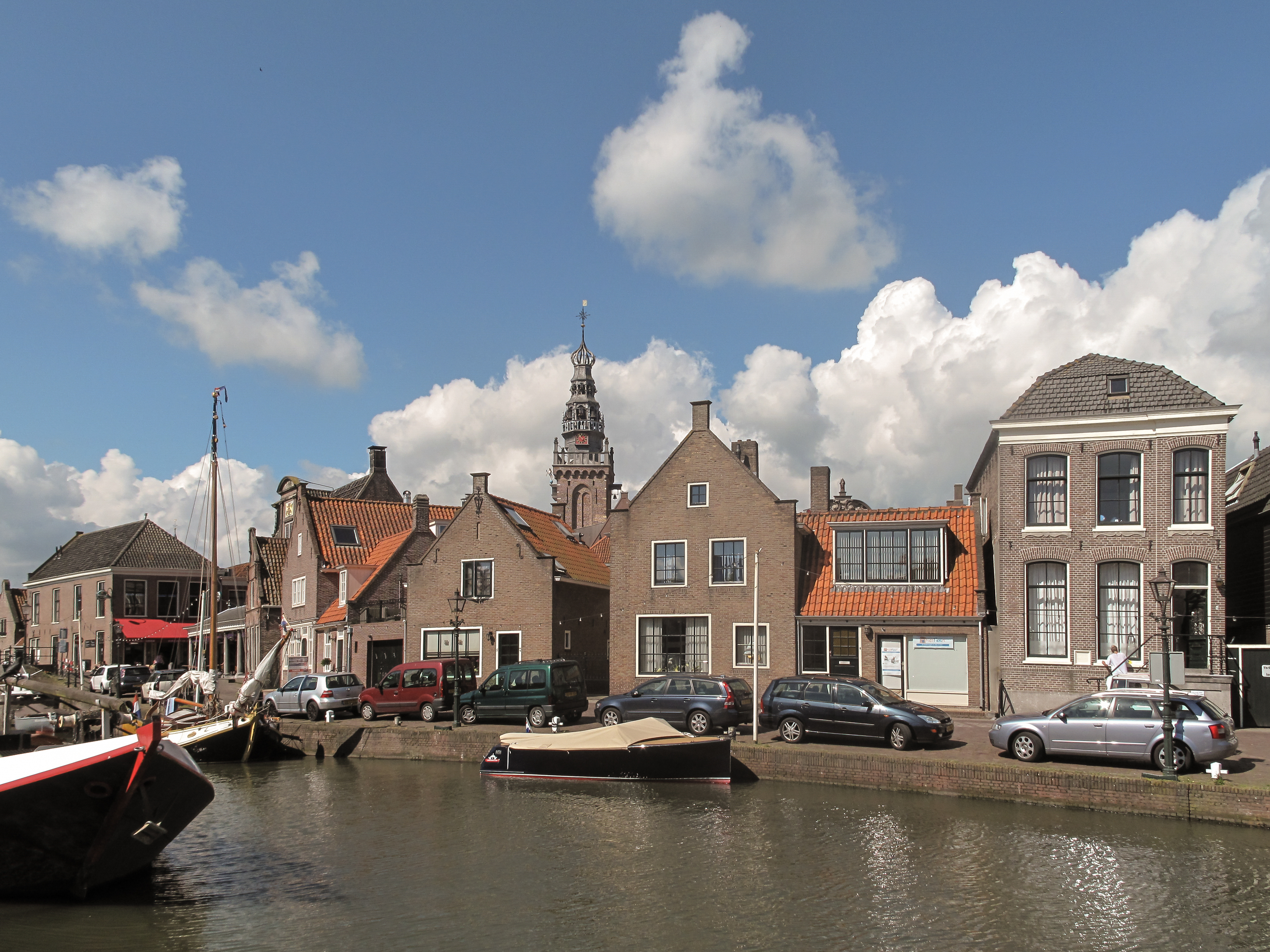
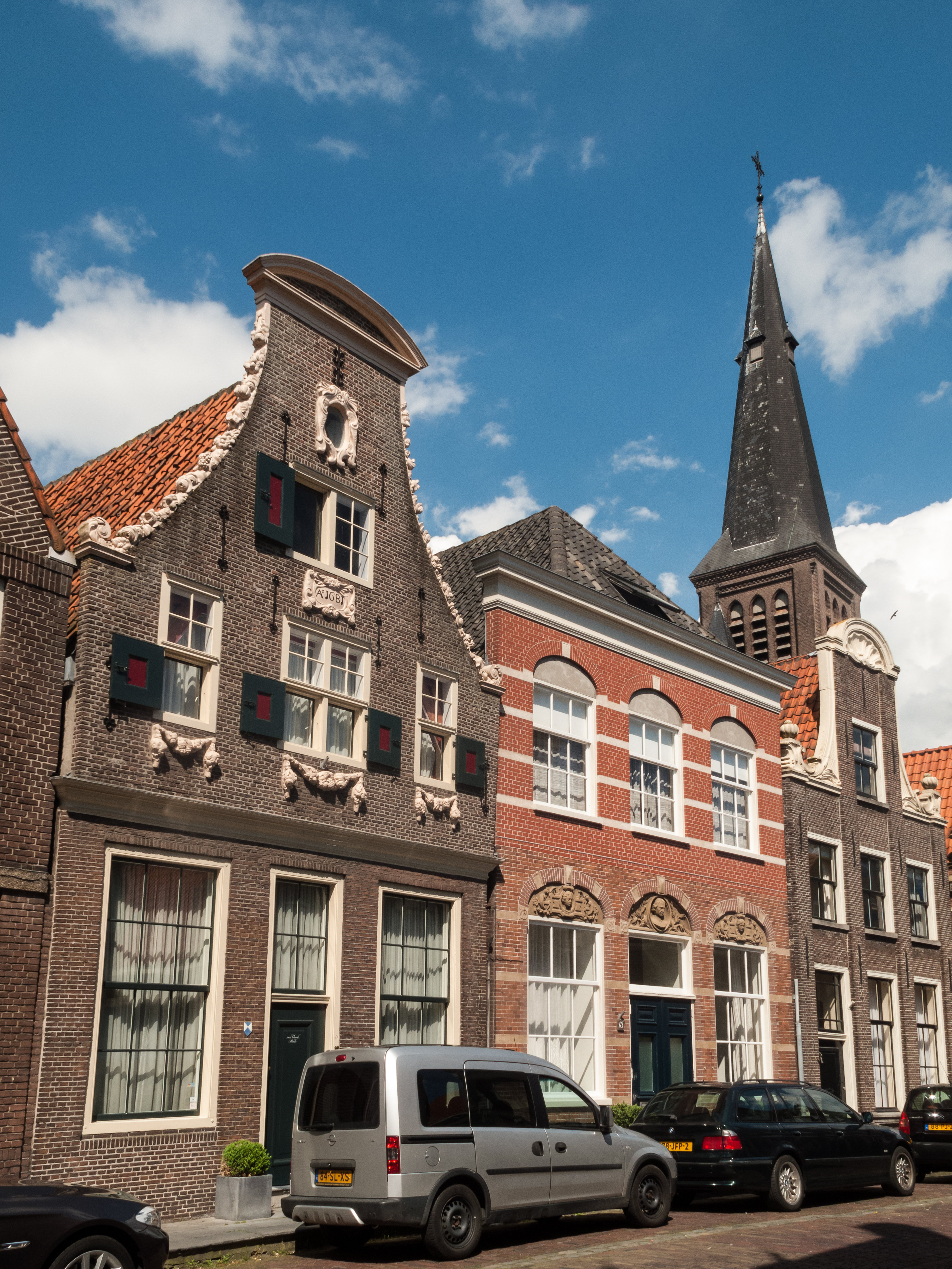